# Топлу-конутлар (станція метро)
41°06′26″ пн. ш. 28°46′05″ сх. д. / 41.107149016531° пн. ш. 28.767998557227° сх. д.
Топлу-конутлар (тур. Şehir Hastanesi) — станція лінії М3 Стамбульського метрополітену. 
Відкрита 8 квітня 2023
Пересадки
- Автобуси: 36AS, 78E,78G, 78Ş, 79B, 79C, 79E, 79F, 79G, 79K, 79KM, 79KT, 79T, 79Y, MK11
- Маршрутки: 
  - Форум Істанбул - Каяшехір

Конструкція станції — колонна з острівною платформою 
Розташована — під бульваром Каяшехір, мікрорайон Каябаши, Башакшехір, вихід до Національного сада Каяшехір.